# 地球連邦 (ガンダムシリーズ)
地球連邦（ちきゅうれんぽう、Earth Federation）/地球連邦政府（ちきゅうれんぽうせいふ）は、ガンダムシリーズに登場する架空の統一政府である。
本項では宇宙世紀のものについて記述する。

## 概要
宇宙世紀において地球上の諸国家・地域を統合し全人類の半数以上が居住するスペースコロニー群も支配下に置く政府。

## 沿革

### 成立
西暦の終わり頃、人類は爆発的な人口増加やそれによる食糧問題や環境汚染に悩まされていた。その解決策として考案されたのが、人類の半数以上を月と地球の間にあるラグランジュ・ポイントにスペースコロニーを建造し移住させる宇宙移民を行うことだった。その根幹を担う組織として地球連邦は設立された。しかし、地球の統一は民族的、政治的な困難を伴い多くの反対が存在した。地球連邦は地球連邦軍を設立させ武力による統合を推し進めた。結果として地球の統一は進んだものの分離主義者により反連邦主義テロが頻発するようになった。

### 宇宙世紀改暦からUC0060年代まで
スペースコロニーの建造に成功した連邦政府は宇宙移民の開始をもって西暦から宇宙世紀への改暦を決定した。西暦の最後の大晦日、宇宙世紀への改暦を記念したセレモニーが、地球の低軌道上に位置し、首相官邸が置かれている「スタンフォード・トーラス型」宇宙ステーション「ラプラス」にて執り行われることとなる。改暦セレモニーではこれからの連邦政府の政策の指針を示す宇宙世紀憲章が発表される予定であった。しかし、カウントダウン終了直後ラプラスは突然爆発し瓦解した。この爆発により初代首相のリカルド・マーセナスおよび各国代表、官邸要員や報道陣が犠牲となり新世紀の始まりは悲劇的なものだった。この事件を受けて連邦政府は「リメンバー・ラプラス」というスローガンの下、分離主義やその支援国家への弾圧をより一層強めた。UC0020年代には「地球上の紛争のすべての消滅」と宣言するまでに連邦政府の支配は揺るぎないものになった。

## 政治
地球連邦は絶対民主主義を採っており作品内での明確な描写が無い為、詳細が不明であるが連邦最高行政会議が最高の意思決定機関であり議長（首相）が国家元首であると推測される。